# Mittenothamnium pachythecium
Mittenothamnium pachythecium är en bladmossart som beskrevs av Jules Cardot 1913. Mittenothamnium pachythecium ingår i släktet Mittenothamnium och familjen Hypnaceae. Inga underarter finns listade i Catalogue of Life.